# Catedral de Nuestra Señora de la Asunción (Maasin)
La Catedral de Nuestra Señora de la Asunción o simplemente Catedral de Maasin es una iglesia católica de estilo barroco en Maasin, Leyte Meridional, en el país asiático de Filipinas. La iglesia es la sede de una de las parroquias más antiguas del país, la parroquia de Maasin, establecida por una serie de oleadas de misioneros, a saber, los jesuitas, los agustinos y finalmente los franciscanos.
Originalmente construida en 1700 por los jesuitas, la iglesia sufrió varias veces la destrucción y daños en los últimos años, pero ha sido reconstruida muchas veces por los sucesivos pedidos de los jesuitas. Su estructura actual se construyó en 1968 y posteriormente se convirtió en la sede de la Diócesis de Maasin, que abarca los municipios de Leyte del Sur, incluyendo las ciudades de Matalom, Bato, Hilongos, Hindang, Inopacan y Baybay de la provincia de Leyte.